# Nicolas Bouvier
Nicolas Bouvier (Lancy, 6 maart 1929 – Genève, 17 februari 1998) was een Zwitserse schrijver, reiziger, journalist en fotograaf.
De boeken van Nicolas Bouvier behoren tot de klassiekers van de reisliteratuur. L’Usage du monde (De wegen van de wereld), in 1963 voor het eerst gepubliceerd, droeg bij aan de herdefiniëring van de reisliteratuur van de twintigste eeuw; het is een referentiekader voor veel reizigers en schrijvers.

## Biografie
Nicolas Bouvier groeide op in Genève. Hij was de jongste zoon van Auguste Bouvier, bibliothecaris en wetenschapper en Antoinette Maurice. Bouvier volgende onderwijs aan Calvijn College in Genève. Hij studeerde middeleeuwse geschiedenis, Sanskriet en rechten aan de Universiteit van Genève.
In 1958 trouwde hij met Éliane Petitpierre (1933-2022), een dochter van federaal raadslid Max Petitpierre en een nichtje van de filosoof Denis de Rougemont. Zij vestigden zich in Cologny. Het echtpaar kreeg twee kinderen. Nicolas Bouvier overleed aan kanker op 17 februari 1998. Bouvier vond zijn laatste rustplaats op de Nieuwe Begraafplaats van Cologny. Zijn vrouw Eliane werd naast hem begraven. Het graf is versierd met twee modelauto's van de legendarische Citroën 2CV, waarmee hij de wereld rondreisde. 

## Reizen

#### Finland en de Algerijnse Sahara
In 1948 reisde Bouvier naar Finland om een reportage te maken voor de Zwitserse krant La Tribune de Genève en in 1950 reisde hij door de Algerijnse Sahara voor het dagblad Le Courrier.

#### Van Joegoslavië naar Pakistan

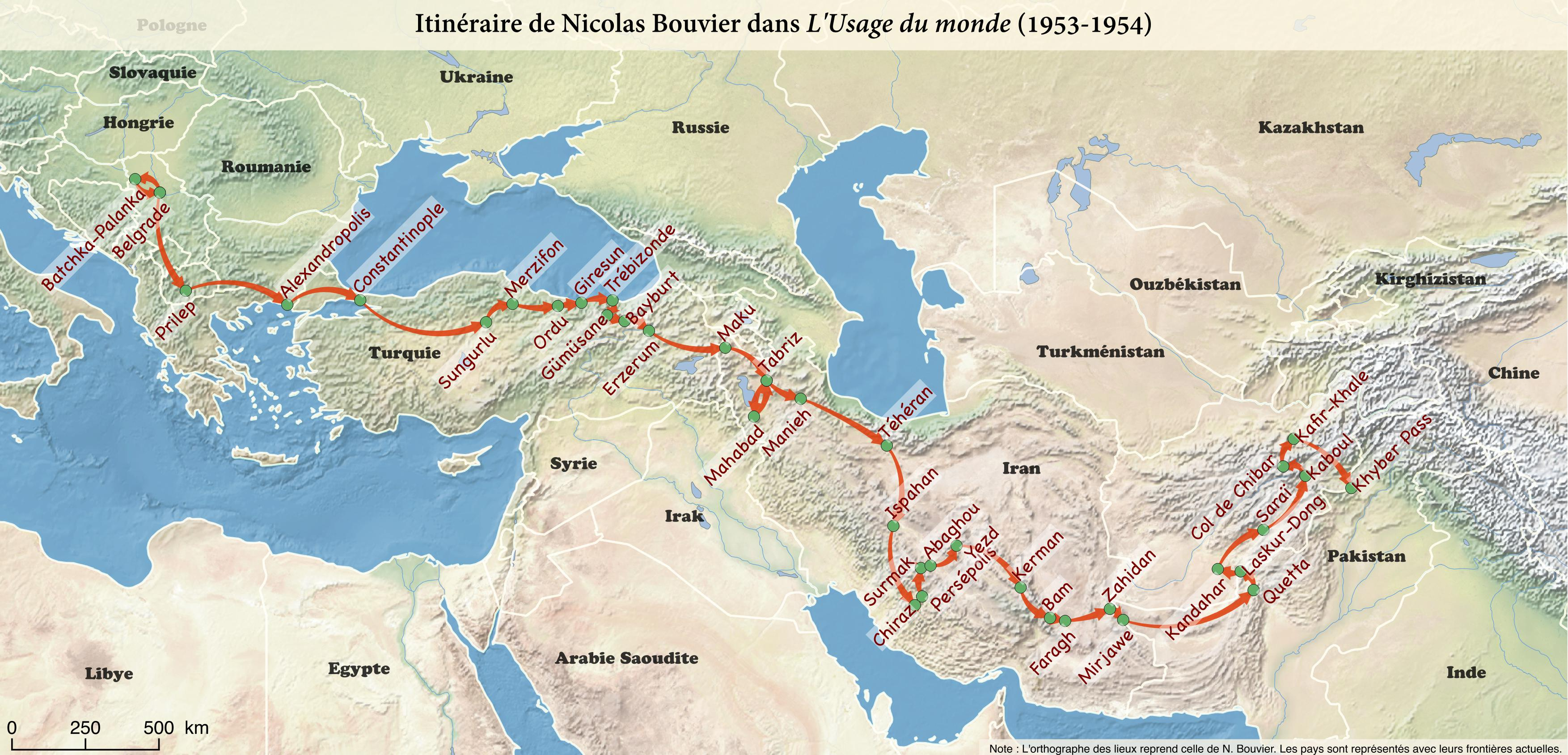
Kaart van de reis van Nicolas Bouvier en Thierry Vernet tot aan de Khyberpas

In juni 1953, reisde hij met Thierry Vernet in een Fiat Topolino van Belgrado naar Kabul, door Joegoslavië, Turkije, Iran en Pakistan. Over dit gedeelte van de reis, die Bouvier later alleen voortzette, doet hij verslag in zijn boek L’Usage du monde (De wegen van de wereld).

#### Ceylon (Sri Lanka)
Na een jaar en zes maanden samen gereisd te hebben scheiden de twee vrienden. Thierry Vernet besloot om naar zijn geliefde in Ceylon te reizen en Nicolas Bouvier wilde via India doorreizen naar China. Omdat de weg om politieke redenen gesloten was, ging hij naar Ceylon. Bouvier had malaria opgelopen en kampte met een depressie. Hij bracht negen maanden door in de havenstad Galle. Ziek, straatarm en gedwongen om in een schijnwereld te leven die alleen door demonen en insecten werd bewoond, beleefde hij een existentiële crisis. Het duurde tot 1982 voordat hij zijn ervaringen en hallucinaties in Sri Lanka publiceerde in het boek Le Poisson-scorpion (De schorpioenvis).

#### Japan
Uiteindelijk voer hij met de Vietnam, een pakketboot van de Franse rederij Messageries Maritimes, naar Japan. Hij verbleef een jaar in Japan en schreef artikelen voor Japanse kranten en tijdschriften. Hij keerde per schip terug naar Marseille in het najaar van 1956. In 1964/65 keerde Bouvier, samen met zijn vrouw en kinderen, terug naar Japan. Over de perioden dat hij in Japan verbleef schreef hij later Chronique Japonaise (Japanse kroniek), dat gepubliceerd werd in 1975.

#### Andere reizen
In 1990 verscheen Journal d’Aran et d’autres lieux. Hierin verhaalt Bouvier over zijn buitenlandse verblijven in Japan, China, over zijn reis naar Jeju-do, een eiland ten zuiden van Zuid-Korea, en zijn reis naar de Araneilanden bij Ierland. Dit boek is niet in het Nederlands vertaald.

## Overig

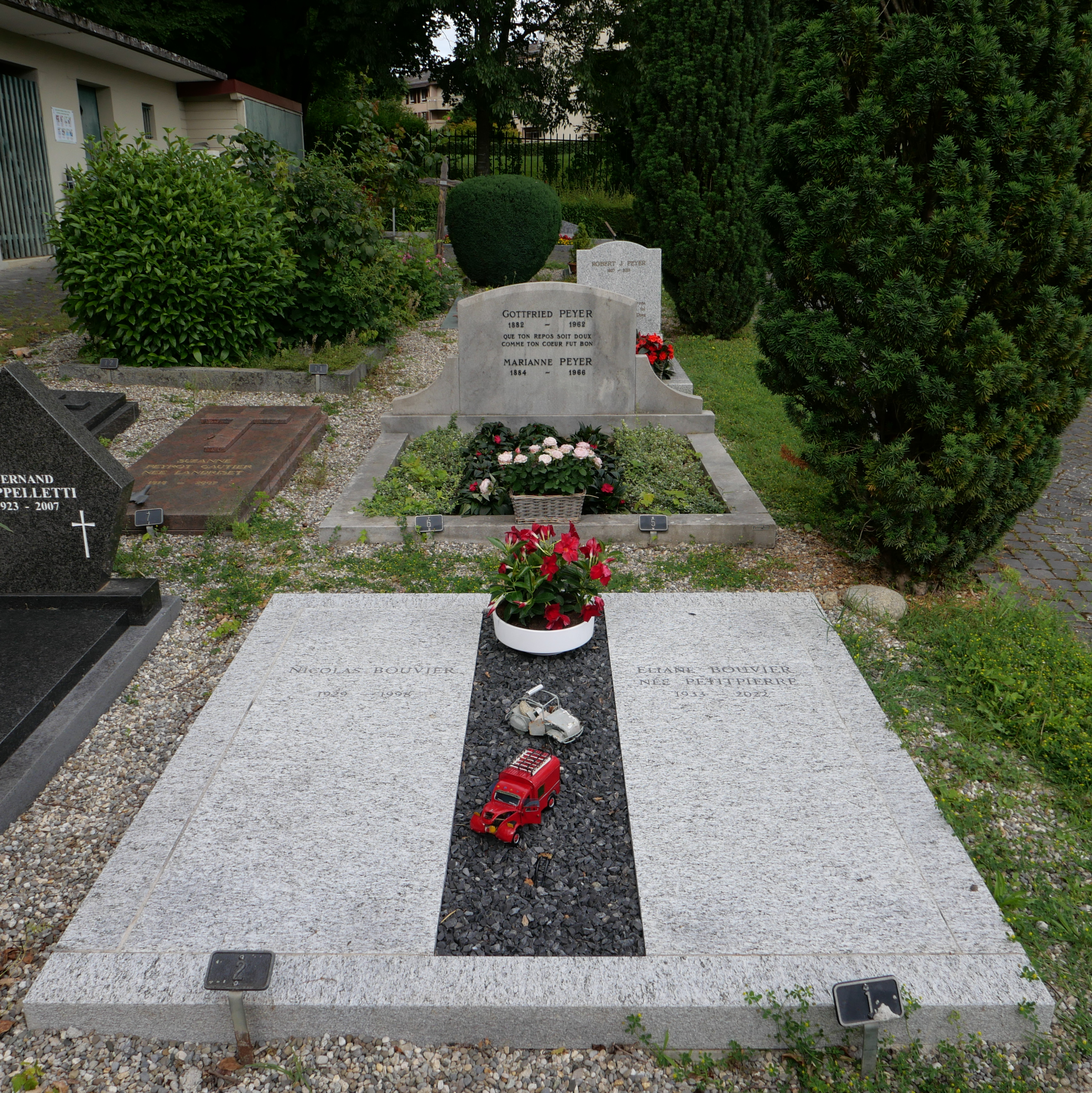
Het graf in 2024.

#### Literaire prijs Nicolas Bouvier
In 2007 besloten de vrienden van Elaine en Nicolas Bouvier een literaire prijs te creëren voor een roman of verhaal van hoog literair gehalte, geschreven of vertaald in het Frans, waarin het verlangen om te reizen en de wereld te ontmoeten tot uitdrukking komt.

#### Documentaire
In 2005 verscheen de documentaire Nicolas Bouvier, 22 Hospital Street van Christoph Kühn. In de film wordt een beeld geschetst van de periode dat Bouvier in het zuiden van Sri Lanka verbleef. Kühn gebruikte daarvoor de aantekeningen van Bouvier en voegt die samen met interviews met hedendaagse getuigen en oude filmdocumenten.

## Werken (in Nederlandse vertaling)
- 1963 L’Usage du monde. Nederlandse vertaling: De wegen van de wereld. Met illustraties van Thierry Vernet. Vertaald door Floor Borsboom. Uitgeverij Bas Lubberhuizen, Amsterdam, 2009. ISBN 9789059372160
- 1975 Chronique japonaise. Nederlandse vertaling: Japanse kroniek. Vertaald door Floor Borsboom. Uitgeverij Bas Lubberhuizen, Amsterdam, 2012. ISBN 9789059373068
- 1982 Le Poisson-scorpion. Nederlandse vertaling: De schorpioenvis. Vertaald door Floor Borsboom. Uitgeverij Bas Lubberhuizen, Amsterdam, 2011. ISBN 9789059372757

## Links
Virtual International Authority File (VIAF): 34453647
- Base de données des élites suisses: 57696
- Bibsys: 90213211
- Biblioteca Nacional de Chile: 000619576
- Biblioteca Nacional de España: XX1167855
- Bibliothèque nationale de France: cb11893627z (data)
- Catàleg d'autoritats de noms i títols de Catalunya: 981058517902606706
- CiNii: DA04186013
- Gemeinsame Normdatei: 119191989
- Historisch woordenboek van Zwitserland: 016028
- International Standard Name Identifier: 0000 0001 0886 1444
- Library of Congress Control Number: n50045308
- Bibliotheek van het Japanse parlement: 00512171
- Nationale Bibliotheek van Tsjechië: jn20010712002
- Nationale Bibliotheek van Israël: 987007258808205171
- Nationale Bibliotheek van Polen: a0000001187863
- Nederlandse Thesaurus van Auteursnamen: 069467390
- PIC: 277665
- Réseau des bibliothèques de Suisse occidentale: 02-A003033625
- RKD-Nederlands Instituut voor Kunstgeschiedenis: 234146
- Istituto Centrale per il Catalogo Unico: RAVV065542
- SIKART: 10615514
- Système universitaire de documentation: 026747987
- Trove: 794988
- Union List of Artist Names: 500384535
- Virtual International Authority File: 34453647
- WorldCat: E39PBJkxDDWhtvhgYfyFF6Vt8C